# Robert Harry Lowie
Robert Harry Lowie (nascut Robert Heinrich Löwe 12 de juny de 1883 – 31 de setembre de 1957) va ser un antropòleg estatunidenc nascut a Àustria. Expert en els amerindis d'Amèrica del Nord, va tenir un paper decisiu en el desenvolupament de l'antropologia moderna.

## Biografia
Lowie va néixer i va passar els primers deu anys de la seva vida a Viena, aleshores Àustria-Hongria, però va arribar als Estats Units el 1893. Va estudiar al City College de Nova York, on el 1896 va conèixer i es va fer amic de Paul Radin. Hi va adquirir el seu BA en Filologia Clàssica el 1901. Després d'un breu període com a professor, va començar a estudiar química a la Universitat de Colúmbia, però aviat va canviar a l'antropologia sota la tutela de Franz Boas, Livingston Farrand i Clark Wissler. Influenciat per Clark Wissler, Lowie va començar el seu primer treball de camp a la Reserva Lemhi dels xoixons septentrionals a Idaho el 1906. Es va graduar (Ph.D.) el 1908 i el 1909 va esdevenir assistent del curador Clark Wissler al Museu Americà d'Història Natural de Nova York. Durant aquest temps Lowie va esdevenir un especialista en els indígenes americans, força actiu en la investigació de camp, en particular en diverses excursions a les Grans Planes. Aquest treball va conduir en particular la seva identificació amb els indis Crows. El 1917, va ser nomenat professor ajudant a la Universitat de Califòrnia a Berkeley. Des de 1925 fins a la seva jubilació el 1950, va ser professor d'antropologia a Berkeley, on, juntament amb Alfred Louis Kroeber, fou una figura central en l'erudició antropològica.
Lowie va emprendre diverses expedicions a les Grans Planes, on va dur a terme treball de camp etnogràfic dels absarokee (Crow, 1907, 1910–1916, 1931), arikares, hidatses, mandans i xoixons (1906, 1912–1916). Expedicions d'investigació més curtes el van portar al sud-oest dels Estats Units, a la Gran Conca i per Amèrica del Sud on fou inspirat per Curt Nimuendaju. L'enfocament d'alguns dels treballs de Lowie era etnografia de rescat, presa ràpida de dades de cultures properes a l'extinció.
Ruth Benedict i Robert Lowie van ser comissionats durant la Segona Guerra Mundial per escriure un article sobre un enemic en temps de guerra per l'Oficina d'Informació de Guerra dels Estats Units. A diferència del llibre de Benedict, Chrysanthemum and the Sword en el qual descriu la cultura del Japó sense haver-hi posat un peu mai, Lowie almenys podria recórrer als seus records de parla alemanya de la seva infància. En el seu llibre, The German People, Lowie va adoptar un enfocament cautelós i va subratllar la seva ignorància del que estava passant al seu país d'origen en aquell moment. Una vegada que la guerra va acabar, Lowie va fer alguns viatges curts a Alemanya.
Juntament amb Alfred Kroeber, Lowie va ser de la primera generació d'estudiants de Franz Boas. La seva orientació teòrica estava dins del corrent principal del pensament antropològic boasià, emfatitzant el relativisme cultural i oposant-se a l'evolucionisme cultural de l'època victoriana. Igual que molts antropòlegs prominents de l'època, entre ells Boas, el seu academicisme es va originar a l'escola de l'idealisme i romanticisme alemany adoptat per pensadors anteriors, com Kant, Georg Hegel i Johann Gottfried Herder. Lowie, una mica més fort que el seu mentor Boas, ha posat èmfasi en els components històrics i l'element de variabilitat en les seves obres. Per a ell les cultures no són construccions acabades, sinó que sempre canvien i va fer èmfasi en la idea que les cultures poden interactuar.
Lowie va influir en la disciplina de l'antropologia social a través del seu ús d'un sistema per distingir les relacions de parentiu: va identificar quatre sistemes principals, que diferien en els noms dels familiars de la primera generació ascendent, és a dir, la generació pare. El seu esquema de classificació va ser lleugerament modificat per George Peter Murdock dividint un dels quatre sistemes de Lowie en tres tipus.

## Obres
Els seus principals treballs són:
- Societies of the Arikara Indians, (1914)
- Dances and Societies of the Plains Shoshones, (1915)
- Notes on the social Organization and Customs of the Mandan, Hidatsa and Crow Indians, (1917)
- Culture and Ethnology, (1917)
- Plains Indian Age Societies, (1917)
- Myths and Traditions of the Crow Indians, (1918)
- The Matrilineal Complex, (1919)
- Primitive Society, (1919)
- The religion of the Crow Indians, (1922)
- The Material Culture of the Crow Indians, (1922)
- Crow Indian Art, (1922)
- Psychology and Anthropology of Races, (1923)
- Primitive Religion, (1924)
- The Origin of the State, (1927)
- The Crow Indians, (1935)
- History of Ethnological Theory, (1937)
- The German People, (1945)
- Social Organization, (1948)
- Towards Understanding Germany, (1954)
- Robert H. Lowie, Ethnologist; A Personal Record, (1959)